# Carrowmore
Carrowmore (irlandais : An Cheathrú Mhór, « le grand quartier ») est un grand groupe de monuments mégalithiques situé sur la péninsule de Cúil Iorra, à l'ouest de Sligo, en Irlande. Ils ont été édifiés au IVe millénaire av. J.-C., à l'époque néolithique. Il subsiste trente tombes, faisant de Carrowmore l'un des plus grands groupes de tombes mégalithiques d'Irlande. Il est considéré comme l'un des « quatre grands » sites avec Carrowkeel (en), Loughcrew (en) et Brú na Bóinne. Carrowmore est au centre d'un ancien paysage rituel qui est dominé par la montagne de Knocknarea (en), à l'ouest. C'est un monument national protégé.

## Localisation
Placé sur un petit plateau à une altitude comprise entre 36,5 et 59 mètres, Carrowmore est le point central d'un paysage rituel préhistorique dominé par la montagne de Knocknarea à l'ouest, avec le grand cairn de Miosgán Médhbh au sommet. À l'est, dans le townland de Carns, deux grands cairns surplombent le Lough Gill et, le long de la limite est de la péninsule, les monts Ballygawley ont quatre tombes à couloir à leurs sommets.

## Historique
Gabriel Beranger (en) a visité le site en 1779 et a dessiné certains des monuments,. Ces dessins sont un enregistrement précieux de l'état de Carrowmore à l'époque, montrant certains monuments maintenant détruits ou endommagés. De nombreuses photographies anciennes des monuments sont conservées. Les premiers photographes, tels que W.A. Green et R.J. Welch du club des photographes de Belfast ont réalisé des enregistrements au début du XXe siècle.
Les premières fouilles archéologiques irrégulières ont perturbé les tombes de Carrowmore, comme celles menées par le propriétaire local Rodger Walker au 19e siècle. Walker a tenu de mauvais registres de ses activités et ses fouilles étaient essentiellement des chasses au trésor pour augmenter sa collection d'antiquités. Une partie du matériel récupéré se trouve maintenant au château d'Alnwick dans le Northumberland, en Angleterre. Les sites ont été arpentés et numérotés par George Petrie en 1837 et il y aurait une une carte avec marquées dessus les monuments qui a été publier en janvier 1838. Un mois plus tard, en 1838, Petrie présente à la Royal Irish Academy, ses conclusions sur ce qu'il a vu à Carrowmore. Il a soutenue devant la Royal Irish Academy que des recherches sur le sites vont défaire toutes les théories dans lequel il y aurait eu à cette endroit des temples ou des autels de Druides.  Pour sa part, l'auteur et antiquaire William Gregory Wood-Martin a effectué les premières fouilles officielles dans les années 1880.
Les fouilles menées par l'archéologue suédois Göran Burenhult ont été menées sur deux campagnes saisonnières, 1977-1982 et 1994-1998. Dix tombes ont été entièrement ou partiellement fouillées. Listoghil a été fouillée en août 1996. Les fouilles menées par la National Roads Authority pour l'itinéraire Inner Relief Road à Maugheraboy près de Sligo - à trois kilomètres de Carrowmore - ont montré qu'une enceinte à chaussée existait en même temps que Carrowmore. Les enclos à chaussée sont le témoin de l'activité néolithique en Europe.

## Description
Trente édifices mégalithiques sont encore visibles à Carrowmore. Il y en avait peut-être plus à l'origine, mais certains ont été victimes de l'exploitation en carrière ou du défrichage au cours des 18e, 19e et début du 20e siècles. L'ensemble s'étend sur environ 1 km nord-sud et 600 mètres est-ouest. La plupart des sites sont des "tombeaux satellites" qui entourent le plus grand monument, placé sur le point haut du plateau, le cairn (aujourd'hui restauré) appelé Listoghil (en).
En raison du groupement des édifices, de certaines caractéristiques présentées par les tombes et du type de matériaux trouvés dans certains des édifices, Carrowmore - comme Newgrange, Loughcrew et Carrowkeel - est classée par les archéologues comme faisant partie de la tradition irlandaise des tombes à couloir. Cependant, à certains égards, les sites de Carrowmore sont des tombes à couloir atypiques. Par exemple, aucune des tombes n'a de passage couvert de linteaux, en forme de tunnel, qui sont une caractéristique de la plupart des tombes à couloir irlandaises, et un seul site (Tombe 51, Listoghil) possède un cairn.

### Les tombes satellites
Les édifices (dans leur état d'origine) se composaient d'un mégalithe central en forme de dolmen avec 5 orthostates verticaux portant une pierre angulaire à peu près conique sur le dessus, renfermant une petite chambre funéraire pentagonale. Ils étaient chacun entourés d'un cercle de mégalithes de 12 à 15 mètres de diamètre. Les cercles de pierres contiennent 30 à 40 mégalithes, généralement de gneiss, le matériau de choix pour les tombes. Parfois, un deuxième cercle de pierres intérieur est également présent. Des pierres d'entrée (ou pierres de passage, doubles rangées brutes de pierres dressées) s'étendent à partir de l'élément central, indiquant l'orientation prévue des dolmens. Ils ne sont pas orientés vers les points cardinaux mais généralement tournés vers la zone du cairn central. Dans quatre exemples, les édifices sont groupés par paires.

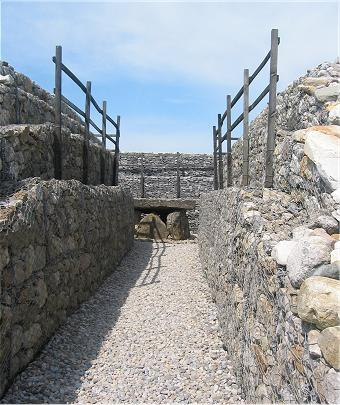
Reconstruction de la tombe centrale (Listoghil ou Tombe 51) à Carrowmore en cours, juin 2006

Chaque édifice a été construit sur une petite plate-forme de terre et de pierre. C'est l'un des secrets de la longévité des dolmens ; un coffrage en pierre bien exécuté entourait la base des menhirs, les bloquant en place. L'une des tombes satellites, la tombe 27, a un plan de tombe à couloir cruciforme, une caractéristique vue dans les chambres des tombes à couloir ultérieures comme Newgrange ou Carrowkeel. Le toit – aujourd'hui disparu – était peut-être en dalles de pierre ou en encorbellement.
Les petits dolmens de Carrowmore ne semblent pas avoir été recouverts de cairns de pierre : bien que de telles hypothèses aient été autrefois populaires parmi les archéologues, la découverte de « décors » de pierre à proximité des chambres et d'artéfacts romains et de l'Âge du bronze rend peu probable - selon Burenhult - que de tels cairns aient jamais existé.

### Listoghil ou tombe 51
Listoghil, qui a été érigé vers 3500 av. J.-C., mesure 34 mètres de diamètre et possède une chambre en forme de boîte distinctive. Le bord d'attaque de la pierre de couverture au-dessus de l'entrée porte des marques qui peuvent représenter le seul art mégalithique trouvé à ce jour à Carrowmore. Trois mégalithes ont été trouvés à côté de la chambre centrale et sous le cairn ; il peut s'agir des vestiges d'un passage détruit ou d'une construction mégalithique antérieure au cairn. Comme de nombreuses tombes satellites font face à la zone centrale, l'emplacement de la tombe 51 semble avoir été le point central autour duquel la nécropole s'est développée. On a découvert que ce monument contenait des ossements non brûlés ainsi que des ossements incinérés.

## Vestiges archéologiques
Le mobilier funéraire de Carrowmore est typique de la tradition irlandaise des tombes à couloir. Il comprend des épingles en bois et en os avec des têtes en forme de champignon et des boules de pierre ou d'argile. Des fragments de quartz accompagnaient la plupart des sépultures ; ce matériau avait clairement une signification rituelle dans la tradition des tombes à couloir. La découverte d'épingles en bois de cerf et de crustacés dans les chambres aurait pu suggérer que les premiers édifices avaient été construits par des chasseurs-cueilleurs ; mais la présence de petites quantités de poterie néolithique de Carrowkeel sur ces sites suggère plutôt un mode de vie agricole.
Les chambres contenaient les restes de plusieurs individus. La plupart des sépultures néolithiques à Carrowmore semblent avoir été des crémations. Les chambres ont été réutilisées par intermittence pour l'inhumation et le dépôt d'artéfacts par les habitants de l'Âge du bronze et de l'Âge du fer.

## Datation
La datation par le carbone 14 du site dans les années 1980 et 90 par Göran Bürenhult avait suscité une certaine controverse à l'époque, car Burenhult avait conclu que les monuments avaient été érigés et utilisés par une communauté de chasseurs-cueilleurs. Par exemple, un échantillon prélevé dans la chambre 3 de Carrowmore aurait indiqué une date de 5400 av. J.-C., correspondant au Mésolithique.
La théorie de Burenhult sur les bâtisseurs de tombes mésolithiques, présentée pour la première fois en 1982, a été réfutée dans le quart de siècle qui a suivi. Un examen critique de la publication d'origine et 25 nouvelles datations par le carbone 14  ont démontré que les édifices de Carrowmore s'étendent d'environ 3750 à environ 3000 av. J.-C., ce qui s'inscrit entièrement dans le Néolithique. Ces données sont étayées par des études paléo-environnementales menées dans les lacs adjacents par Stolze, O'Connell, Ghilardi et d'autres, montrant l'activité agricole coïncidant avec ou précédant l'utilisation des édifices.
La recherche à Carrowmore a aidé à clarifier la chronologie du développement de la tradition des tombes à couloir en Irlande. Bien que certains sites importants de tombes à couloir irlandaises ne soient pas datés et que les premières dates aient été obtenues ailleurs, il est possible que Carrowmore représente certaines des premières tombes à couloir édifiées en Irlande.

## Génétique
L'analyse de l'ADN ancien issu d'os humains montre des liens de parenté entre les occupants de plusieurs tombes à couloir irlandaises. Un homme enterré à Listoghil, Carrowmore, a montré une relation de parenté détectable avec trois autres, enterrés à Newgrange, Millin Bay et Carrowkeel. Ceci, combiné avec des résultats d'isotopes stables indiquant un régime plus riche en protéines que celui de la population néolithique générale, suggère l'existence d'une lignée dominante enterrée dans ces lieux prestigieux à l'époque néolithique.
La génétique indique une dispersion à grande échelle des populations néolithiques à travers l'Europe depuis l'Anatolie. Le rôle des mégalithes en tant que monuments et foyers de cérémonie et de célébration, ainsi que de marqueurs sur le paysage, est souligné par des archéologues tels que Richard Bradley. Mais ils étaient probablement aussi des mausolées pour des individus de haut lignage.

## Discussion
Carrowmore représente un point central dans un environnement néolithique. La construction de grands cairns tels que Listoghil ou Miosgán Médhbh, sur Knocknarea, peut représenter une phase ultérieure de construction de mégalithes d'une plus grande échelle et d'une plus grande ambition que les premières tombes à couloir. La région de la péninsule de Cúil Irra et de son arrière-pays est parsemée de telles tombes, souvent au sommet des collines, qui ont inspiré à Stefan Bergh l’appellation de paysage des monuments.

## Accueil du public
En 1989-1990, l'État irlandais a acheté environ 25 acres (10 ha), sur lesquels se trouvaient un certain nombre d'édifices et une petite maison. Le chalet a été transformé en centre d'accueil, ce qui fut la première étape de l'ouverture au public. Les achats de terrains ultérieurs ont rendu la majeure partie du site propriété publique.

## Projet de décharge municipale
Carrowmore a fait l'objet d'une longue bataille juridique dans les années 1980, lorsqu'en 1983 le conseil du comté de Sligo a cherché à aménager une décharge municipale sur un site de carrière à environ 100 mètres d'une partie du complexe. La décision du conseil a été contestée par cinq résidents locaux devant la Haute Cour, à Dublin à la fin de 1983, et la Haute Cour a statué que le conseil de comté pouvait poursuivre son projet, sous certaines conditions. L'affaire a été portée en appel devant la Cour suprême qui s'est prononcée contre le Conseil en 1989.
Une caractéristique notable de l'arrêt était qu'il marquait la première reconnaissance juridique explicite de l'idée d'un paysage architectural, étendant la protection juridique d'un monument national pour inclure la zone environnante.

## Galerie

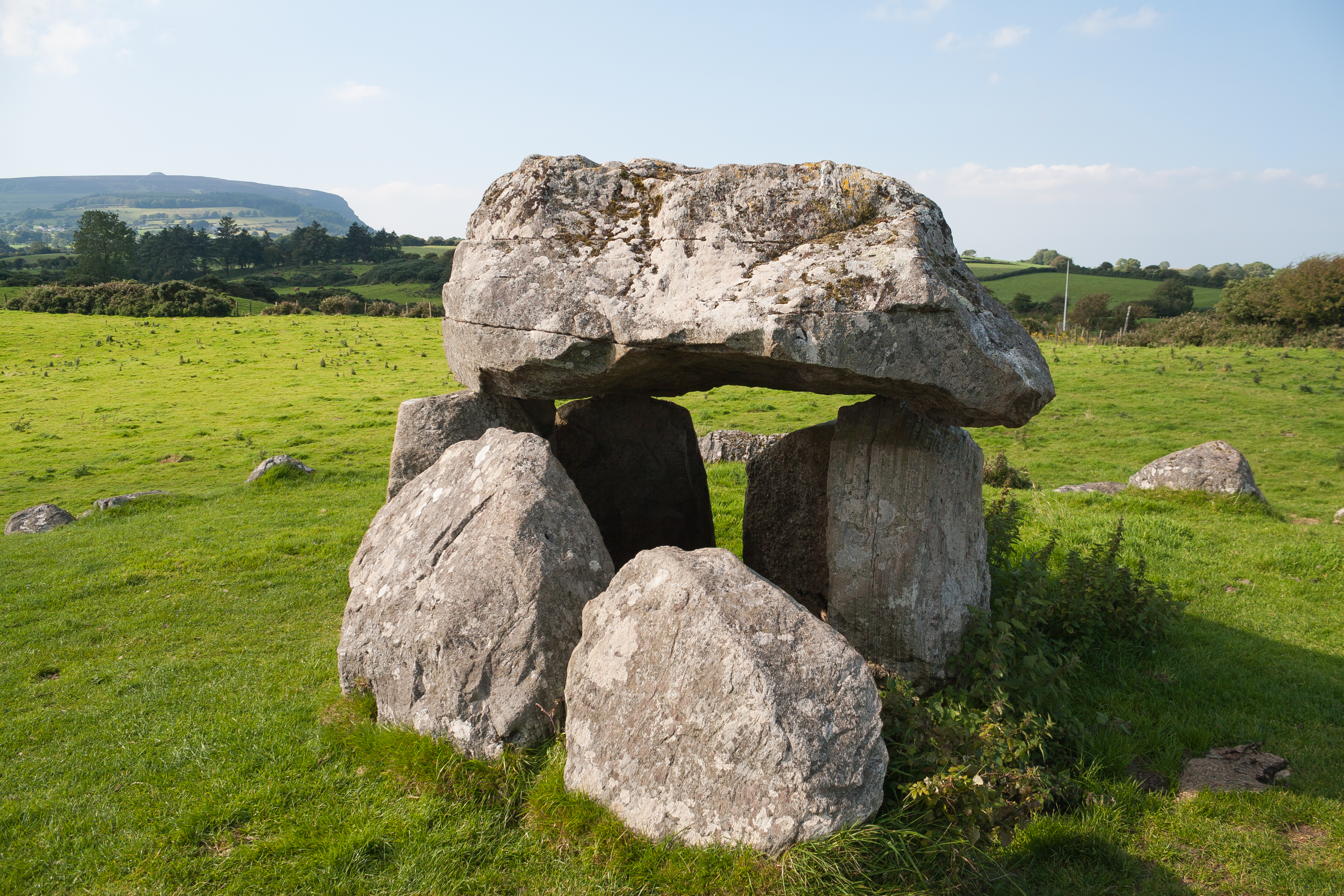
Tombe 7
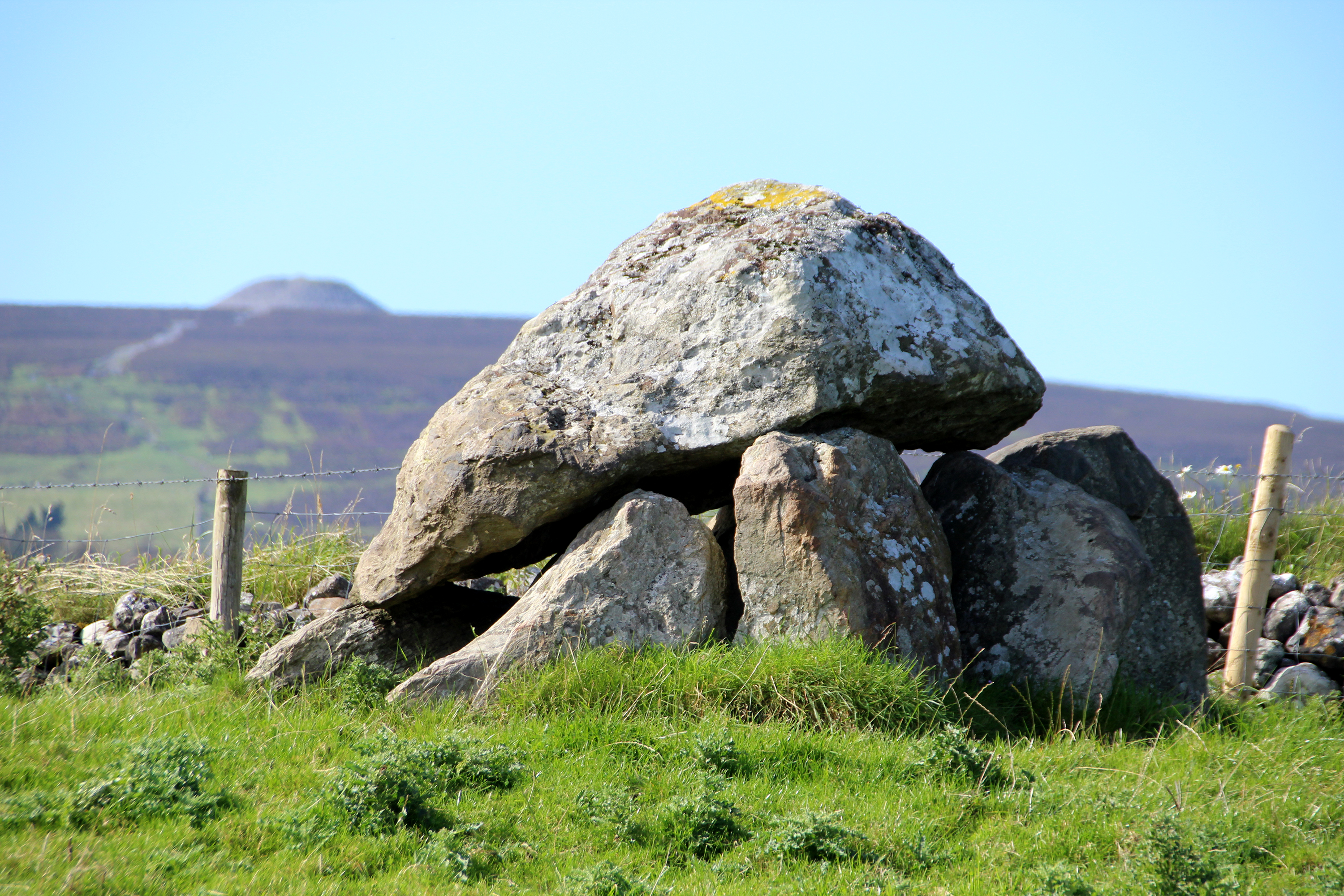
Tombe 13
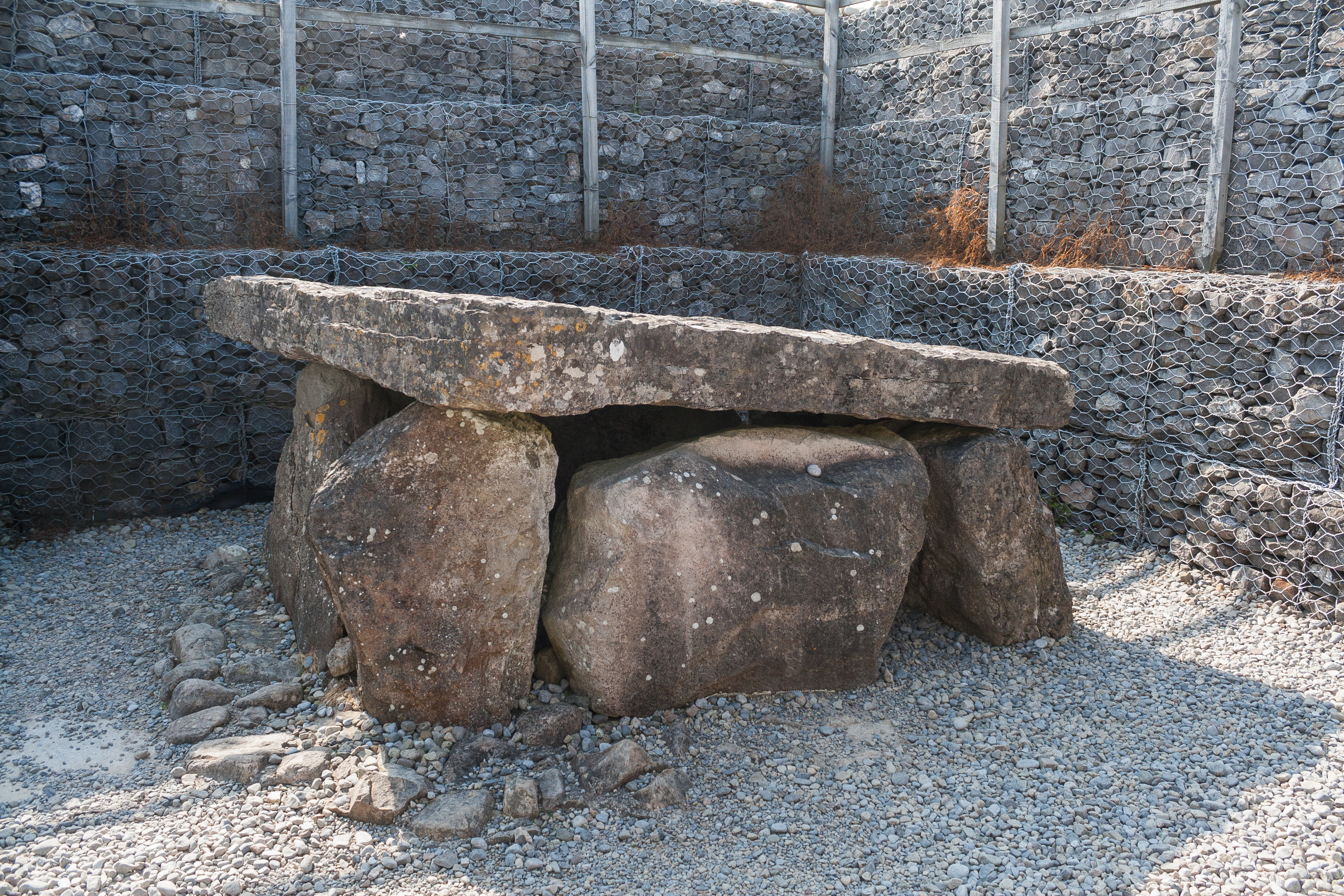
Tombe 51
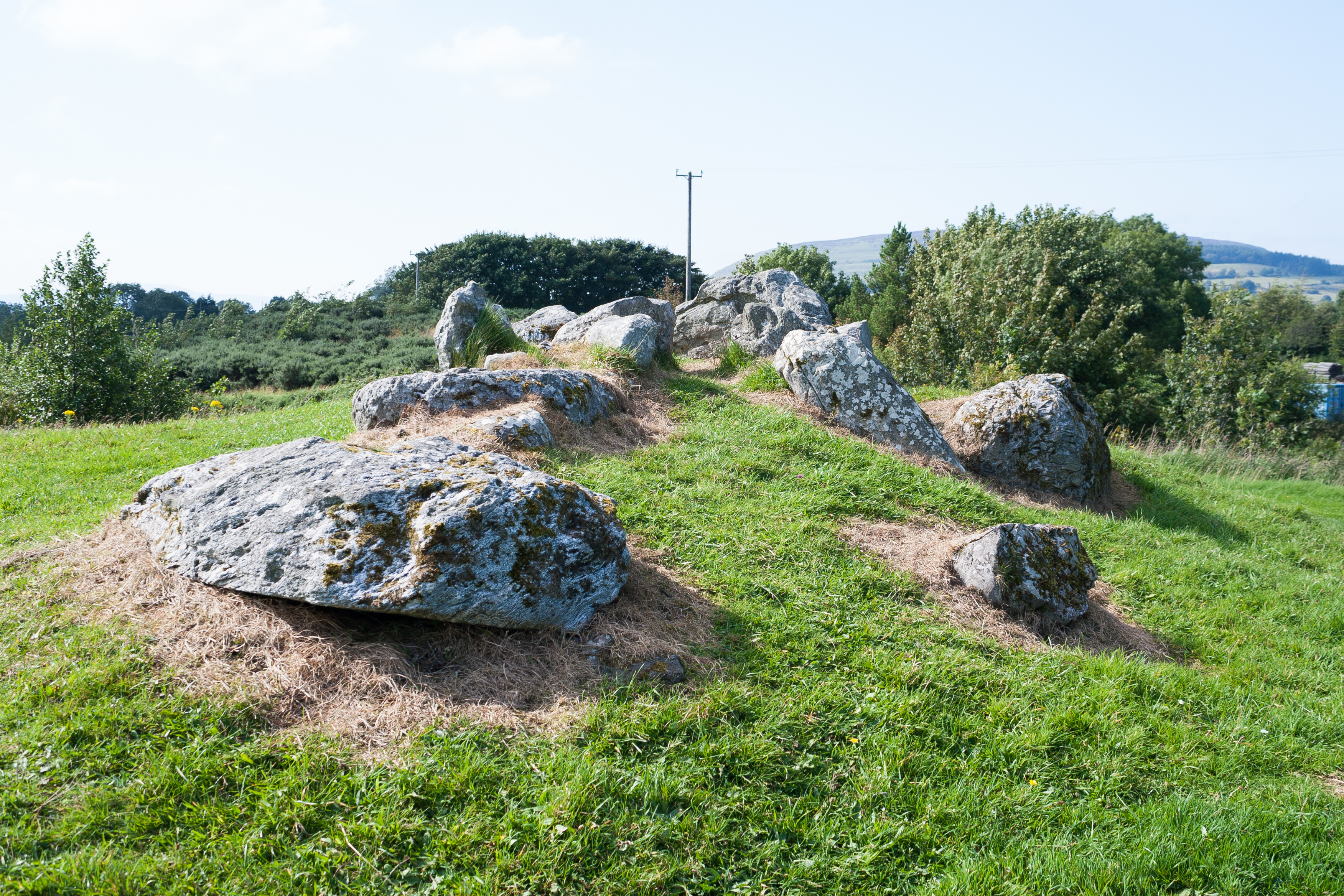
Tombe 52
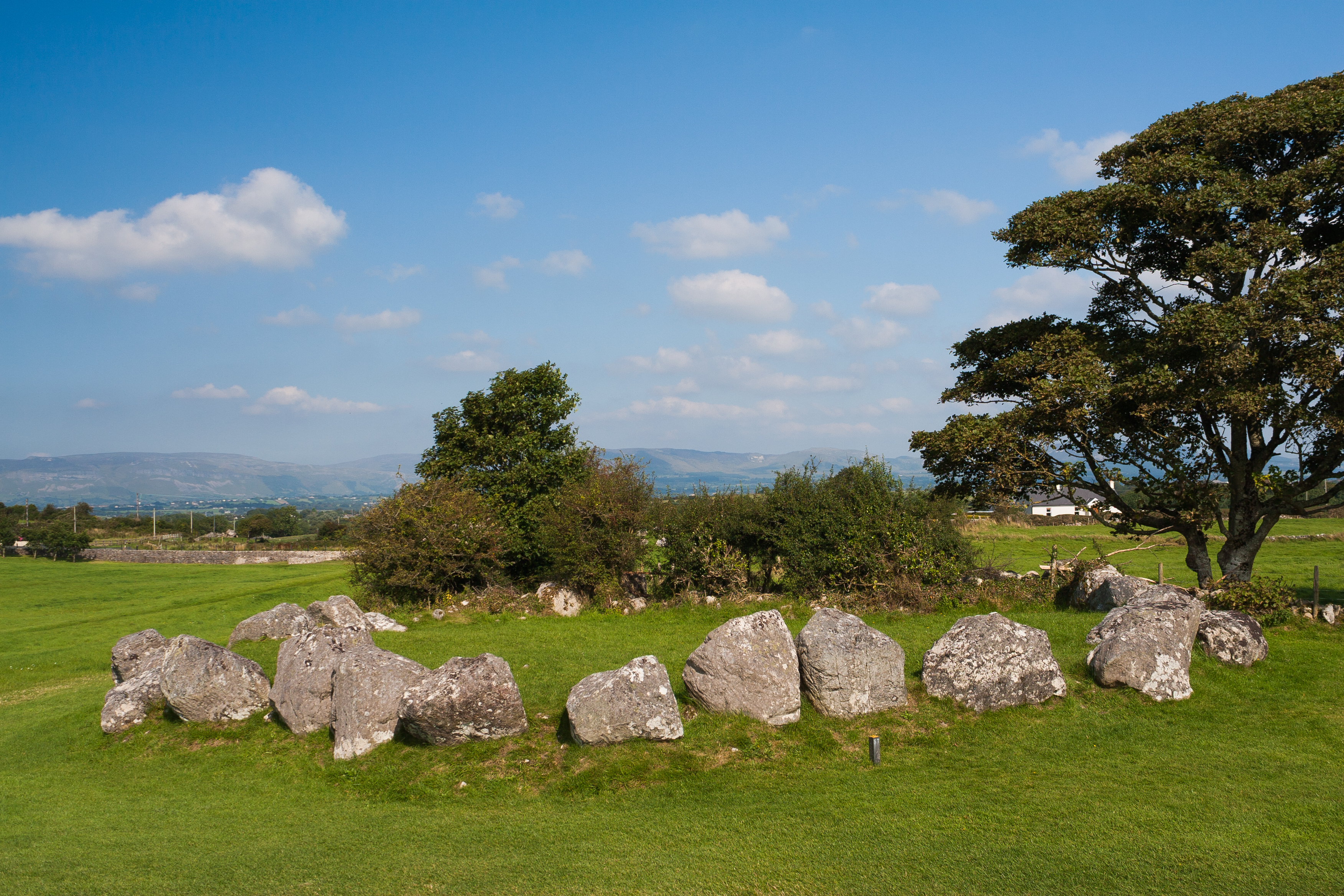
Tombe 57